# NGC 3996
NGC 3996 ist eine Spiralgalaxie vom Hubble-Typ Sc im Sternbild Löwe auf der Ekliptik. Sie ist schätzungsweise 310 Millionen Lichtjahre von der Milchstraße entfernt.
Das Objekt wurde am 23. April 1832 von John Herschel entdeckt.